# Pablo Aguilera
Pablo Segundo Aguilera Parotto (Colbún, 25 de septiembre de 1940) es un periodista, locutor y presentador chileno, reconocido por su trabajo en Radio Pudahuel.

## Biografía

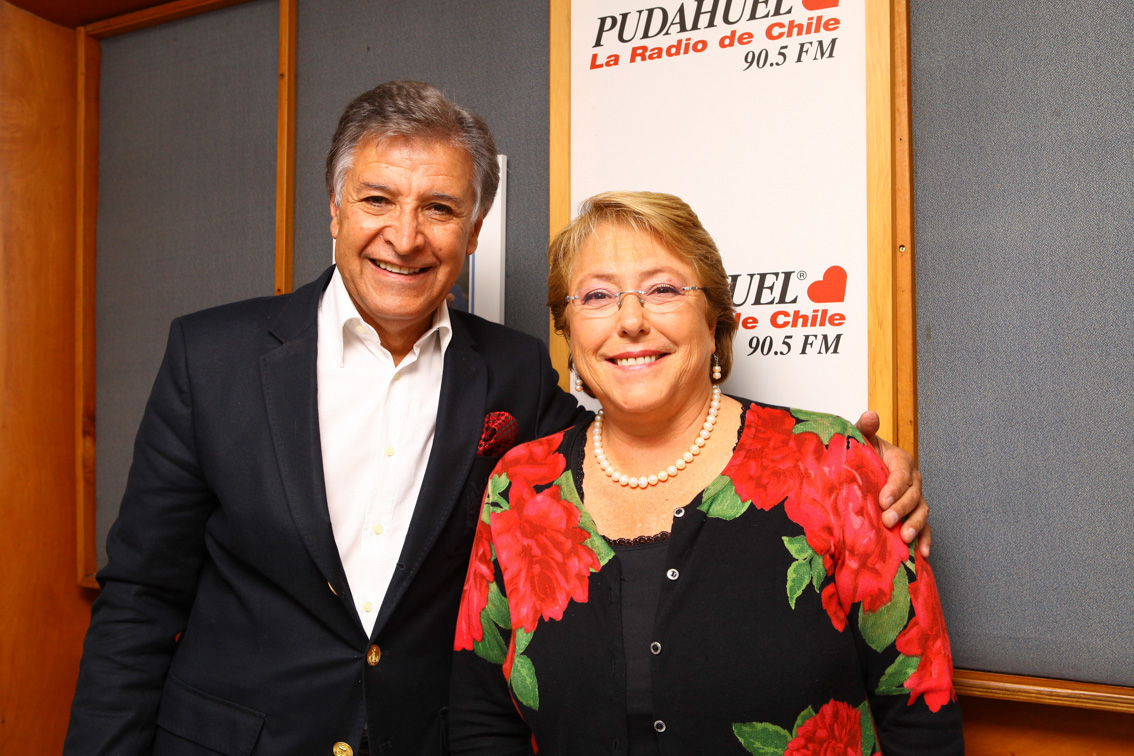
Aguilera tras una entrevista a Michelle Bachelet en 2013.

Hijo de un trabajador ferroviario, vivió en varios lugares de la zona central de Chile, entre Talca y Temuco. En 1958 llegó a Concepción, ciudad en donde estudió en el Liceo Enrique Molina Garmendia, y dos años más tarde, ingresó a la carrera de derecho en la Universidad de Concepción.
Se encuentra casado en segundas nupcias hace 30 años,[¿cuándo?] y es padre de siete hijos (tres hombres, cuatro mujeres): tres de ellos son abogados, una es médico-cirujana (Ximena Aguilera), una es diseñadora, una es periodista (Daniela Aguilera, quien también trabaja en Radio Pudahuel) Tiene diez nietos,[cita requerida] uno de ellos paciente de la Fundación Teletón, cuya historia fue mostrada en la Teletón 2016.

## Carrera mediática
En sexto de humanidades, a punto de salir al colegio, él y sus primos encontraron una grabadora en la casa de una tía, la que ocuparon para jugar. Al revisar los audios, su familia encontró que tenía voz de locutor y así fue como decidió presentarse en distintas radios para probar suerte Paralelamente trabajaba como locutor en la Radio El Sur.
En su segundo año de universidad contrajo matrimonio por primera vez (1960), y luego abandonó sus estudios de derecho para dedicarse por completo a la radio. En 1965 comenzó sus estudios de periodismo, tiempo en que era locutor en la Radio Interamericana de Concepción y también en la Radio Almirante Latorre de Talcahuano. Luego se trasladó a Santiago, donde revalidó sus estudios en la Universidad de Chile, donde se tituló de periodista.
En 1969 tuvo su debut como locutor en la Radio Corporación de Santiago, en la que también fue discjockey y animador de programas juveniles. Posteriormente trabajó en las radios Chilena (1970-1976), Nuevo Mundo (1977-1980), Minería (1978-1980), Alondra (1981-1982), Aurora (1983), Novísima (1984) y Cien (1985-1986).
También tuvo un paso por la televisión, realizado varios espacios en el Canal 9 de la Universidad de Chile, entre ellos Cine documental en 1967 y Casos y cosas en 1968, y posteriormente en Televisión Nacional a mediados de los años 1970, canal en que también animó el programa Hola, Hola (1979-1980), y llegó a ser el conductor del noticiero central 60 minutos (1981-1982). Y posteriormente en Universidad de Chile Televisión (actualmente Chilevisión), donde condujo el programa musical Video-Top (1984-1986).
El lunes 2 de enero de 1986 se estrenó en Radio Pudahuel con el programa matinal Las Mañanas Hogareñas, que después se llamó La Mañana Amorosa de Pudahuel desde 1990 y desde el 26 de julio de 2000, La Mañana de Pablo Aguilera, que se hizo popular por la participación de los radioescuchas mediante llamados telefónicos. Aguilera conduce ese programa hasta el día de hoy; en 2016 el espacio celebró 30 años al aire.
Gracias a su trabajo en esa radio, ha tenido la posibilidad de entrevistar y establecer estrechas amistades con artistas como Julio Iglesias, Los Vásquez, Luis Miguel, Ricardo Arjona, Chayanne, Ricardo Montaner y Marco Antonio Solís, entre otros, solo por mencionar algunos; además de entrevistar a distintos presidentes, como Ricardo Lagos, Michelle Bachelet y Sebastián Piñera.
Aguilera también ejerció como director de Radio Pudahuel hasta enero de 2020, cuando Ibero Americana Radio Chile, el consorcio dueño de la radio, lo nombró director honorífico de la misma. Las labores ejecutivas las asumió una nueva Dirección de Radios Femeninas.

## Programas de televisión
| Año       | Programa                | Canal       | Rol                          |
| --------- | ----------------------- | ----------- | ---------------------------- |
| 1968      | Casos y cosas           | Canal 9     | Presentador                  |
| 1969-1971 | Hit Parade              | Canal 9     | Presentador                  |
| 1970      | Los estudiantes cantan  | Canal 9     | Presentador                  |
| 1975-1977 | Telesíntesis            | Canal 9     | Presentador                  |
| 1979-1980 | Hola, Hola              | TVN         | Presentador                  |
| 1981-1982 | 60 minutos              | TVN         | Presentador                  |
| 1983      | Hola, Juventud          | Canal 11    | Presentador                  |
| 1984-1986 | Videotop                | Canal 11    | Presentador                  |
| 1985-1987 | Musicalmente            | Canal 11    | Presentador                  |
| 1988-1990 | Panorama                | Canal 11    | Presentador                  |
| 1991      | Como en la radio        | Canal 11    | Presentador                  |
| 1997      | Las cosas por su nombre | La Red      | Presentador                  |
| 2001-2002 | Chilevisión noticias    | Chilevisión | Comentarista de espectáculos |
| 2004      | Acoso textual           | Canal 13    | Panelista                    |
| 2014      | Ha llegado carta        | Chilevisión | Presentador                  |

## Programas de radio
| Año           | Programa                    | Radio          | Rol         |
| ------------- | --------------------------- | -------------- | ----------- |
| 1986-presente | La mañana de Pablo Aguilera | Radio Pudahuel | Presentador |